# Українські хіміки
|  | Службовий список статей, створений для координації робіт з розвитку теми. Це попередження не встановлюється на інформаційні списки і глосарії. |

Список хіміків, які народились або довгий час працювали в Україні.

### А
- Абашев Дмитро Миколайович (1829—1880) — професор агрономічної хімії Новоросійського університету в Одесі.
- Ададуров Іван Євграфович (1879, Сновськ — 1938, Харків) — хімік, доктор технічних наук (1937), професор (1937).
- Алексєєв Петро Петрович (1849

—1891) — хімік-органік, професор Київського університету.
- Алемасова Антоніна Сергіївна — доктор хімічних наук, професор, завідувач кафедри в Донецькому національному університеті.
- Антонович Валерій Павлович (1940, Одеса) — доктор хімічних наук (1986), професор (1989).
- Атрощенко Василь Іванович (1906, Донецьк — 1991, Харків) — хімік-технолог, академік АН УРСР (1972), Герой Соціалістичної Праці (1971).

### Б
- Бабичев Федір Семенович
- Бабко Анатолій Кирилович
- Бах Олексій Миколайович
- Бекетов Микола Миколайович
- Беліцер Володимир Олександрович
- Бережной Анатолій Семенович
- Бланк Аврам Борисович (1933, Борзна) — хімік-аналітик, доктор хімічних наук (1989), професор (1990).
- Богатський Всеволод Дем'янович (1888—1950, Одеса) — хімік-органік, кандидат хімічних наук (1935), професор (1933).
- Богатський Олексій Всеволодович (1929, Одеса — 1983, Одеса) — хімік-органік, доктор хімічних наук (1967), професор (1968), академік АН УРСР (1979).
- Боднарюк Фрізіян Миколайович
- Боресков Георгій Костянтинович (1907—1984), фізико-хімік, академік АН СРСР (1966), Герой Соціалістичної Праці (1967).
- Бродський Олександр Ілліч
- Будников Петро Петрович
- Бунґе Микола Андрійович

### В
- Валяшко Микола Овксентійович
- Вернадський Володимир Іванович

### Г
- Габель Юрій Орестович
- Ганущак Микола Іванович (1934—2007) — хімік-органік, доктор хімічних наук, професор кафедри органічної хімії ЛНУ ім. І. Франка.
- Гізе Фердинанд
- Гладишевський Євген Іванович
- Гончарук Владислав Володимирович
- Горбачевський Іван Якович
- Городиський Олександр Володимирович
- Гулий Максим Федотович
- Гутиря Віктор Степанович

### Д
- Данилевський Олександр Якович
- Делімарський Юрій Костянтинович
- Думанський Антон Володимирович

### Е
- Ельтеков Олександр Павлович

### Є
- Єременко Валентин Никифорович

### З
- Зелінський Микола Дмитрович

### І
- Ізмайлов Микола Аркадійович

### К
- Кіпріанов Андрій Іванович
- Кістяківський Володимир Олександрович
- Комарь Микола Петрович
- Коновалов Дмитро Петрович
- Копитов Віктор Филимонович
- Коршун Юрій Васильович
- Красовицький Борис Маркович
- Красуський Костянтин Адамович
- Крип'якевич Петро-Богдан
- Кульський Леонід Адольфович
- Кухар Валерій Павлович
- Кучер Роман Володимирович

### Л
- Лаврушин Володимир Федорович
- Лагермарк Герман Іванович
- Ліпатов Юрій Сергійович
- Литвиненко Леонід Михайлович

### М
- Мелікішвілі Петре
- Мінаєв Борис Пилипович
- Мохосоєв Маркс Васильович

### Н
- Назаренко Василь Андрійович (1908—1981) — хімік-аналітик, член-кореспондент АН УРСР (1972).

### О
- Обушак Микола Дмитрович — доктор хімічних наук, професор, завідувач кафедри органічної хімії ЛНУ ім. І. Франка.
- Овчаренко Федір Данилович
- Опейда Йосип Олексійович
- Орлов Єгор Іванович
- Орлов Валерій Дмитрович — доктор хімічних наук, професор, завідуючий кафедрою органічної хімії Харківського національного університету ім. В.Н. Каразіна

### П
- Палладін Олександр Володимирович
- Палладін Володимир Іванович
- Парнас Яків Оскарович
- Петренко-Критченко Павло Іванович
- Плотников Володимир Олександрович
- Пилипенко Анатолій Терентійович
- Писаржевський Лев Володимирович
- Походенко Віталій Дмитрович

### Р
- Рабинович Адольф Йосипович
- Реформатський Сергій Миколайович
- Ройтер Володимир Андрійович

### С
- Сапожніков Леонід Михайлович
- Скобець Євген Мойсейович (1906 — ?) — автор праць з полярографії.
- Стадников Георгій Леонтійович

### Т
- Телетов Іван Сергійович (1878, Астрахань — 1947, Харків)
- Турбаба Дмитро Петрович (1863, Катеринослав —1933)

### У
- Усанович Михайло Ілліч

### Ф
- Фердман Давид Лазарович
- Фонберг Ігнатій Матвійович (1801—1891) — завідувач кафедри хімії Київського університету (1840—1859).
- Францевич Іван Микитович

### Х
- Ходнєв Олексій Іванович
- Хотинський Євген Семенович

### Ч
- Чичибабін Олексій Євгенович

### Ш
- Шапошников Володимир Георгійович
- Шендрик Тетяна Георгіївна
- Шилов Євген Олексійович

### Я
- Яворський Віктор Теофілович (1937) — доктор технічних наук (1973).
- Яворський Володимир Полікарпович
- Ягупольський Лев Мусійович
- Яцимирський Костянтин Борисович
- Яцукович Микола Климентійович